# 觸身球

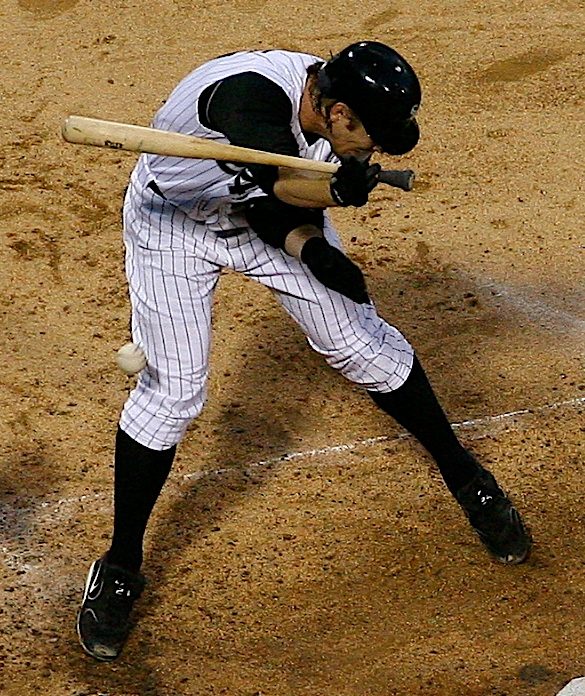
遭觸身球擊中右大腿的球員

觸身球是指棒球、壘球運動中，打擊手身體或服裝被投手所投出的球擊中之情形。

## 細部規定
打者被觸身球擊到後，可保送上到一壘。即使是先觸到地再反彈擊中打者，仍然要算觸身球。
有幾種情形雖然投手的球碰到打者，但不足以構成觸身球：
- 投出的球先觸碰到球棒才擊中打者身體或服裝，這種情形要判界外球一個。
- 投手投出的球在好球帶之內，則不算觸身球，要算好球一次。
- 投手投出的球在擊中打者之前，打者沒有任何閃躲的動作（包括因為揮棒試圖擊球而沒有閃躲），則依其球的位置判定好壞球，至於閃躲動作之有無，由主審主觀認定。
- 投手投出的球擊中打者，但打者有揮棒動作且被裁判判定為有出棒，則記好球一個。

## 觸身球在棒球中的影響
由於觸身球通常是由於投手投出內角球時，控球力不佳所造成的，而觸身之後的保送以及對方打者可能的不滿，使得對於試圖投出內角球但控球力不佳的投手可能造成嚇阻的作用，但真正被認為優秀的投手，是必須勇於投出內角球來對付打者的。
此外，觸身球由於會讓打者疼痛或甚至有受傷的危險，因此觸身球有時會引起兩隊球員的衝突，棒球場上的打架事件也經常是由於一個觸身球或近身球所引起的。
因此如果較危險的觸身球或疑似故意的觸身球是會被裁判警告甚至判出場。例如中華職棒曾規定投手投出頸部以上的觸身球時，投手必須立刻退場；此外，前一打席被擊出全壘打之後，下一打席立即投出觸身球，亦必須立即退場，該規則已在2016年廢除，改由主審主觀認定投手是否為故意觸身球而做對應之處理。击球手也可以向裁判提出“非触身球”的说法。例如2021年11月24日，日本大赛第四场，效力于東京養樂多燕子的外野手青木宣親在打击时，其中一球被主审判定为触身球，且经过VAR回看多个角度均被认为触身球。后来青木宣親本人提出：球打到了我的球杆尾部，裁判随后改判为好球。
另一方面，觸身球也常成為比賽雙方球隊針對對手不滿的報復手段，例如之前的跑壘及防守上的衝撞衝突，或對手違反比分差距大時不盜壘的默契時，教練時有指示投手投出故意觸身球的情形。由于读音相近，所以有时候也被成为“畜牲球”

## 另見
- 自打球

## 外部連結
- 觸身球在台灣棒球維基館上的頁面（繁體中文）